# Chino hui
El hui, también conocido como huizhou (en chino: 徽话 o 徽州话, pinyin Huīzhōu huà (en mandarín), literalmente el habla de Huizhou), es una de las lenguas siníticas, hablada por unos 4,2 millones de personas. Su condición se discute entre los lingüistas, ya que algunos lo clasifican dentro del idioma wu, o bien en el idioma gan, y otros lo distinguen como una rama primaria del chino.
El Hui se habla en un área pequeña en comparación con otras lenguas de su familia: en los alrededores de la región histórica de Huizhou, cerca de una decena de montañas al sureste de Anhui, además, un poco más en las vecinas Zhejiang y Jiangxi. A pesar de su reducida distribución geográfica, el hui muestra un alto grado de variación interna. Es por esta razón que el bilingüismo y el plurilingüismo son comunes entre los hablantes de hui. Al igual que las demás lenguas siníticas, aún existe mucha controversia acerca de si el hui es un idioma o un dialecto, aunque la mayoría afirma que es una lengua independiente.

## Dialectos
El hui se puede dividir en cinco dialectos:
- Jixi-Shexian, hablado en los condados de Jixi, She y Jingde, el distrito de Huizhou y Ningguo en la provincia de Anhui, además del condado de Chun'an en la provincia de Zhejiang.
- Xiuning-Yixian, hablado en los distritos Tunxi y Huangshan y los condados Yi, Qimen y Wuyuan en la provincia Jiangxi.
- Qimen-Dexing, hablado en los condados Qimen y Dongzhi en la provincia Anhui.
- Yanzhou, hablado en los condados de Chu'nan y Jiande en la provincia Zhejiang.
- Jingde-Zhanda, hablado en los condados de Qimen, Jingde, Shitai y Yi, y en Ningguo, en la provincia de Anhui.

Los dialectos de hui pueden variar de una aldea a otra. La gente de aldeas diferentes (incluso en un mismo condado o pueblo) por lo general no se pueden entender.

## Comparación léxica
Los numerales en diferentes variedades de chino hui son:
| GLOSA | Shexian | Xiuning | Jixi        | Wuyuan | PROTO- HUI |
| ----- | ------- | ------- | ----------- | ------ | ---------- |
| '1'   | iʔ21    | i213    | i̯eʔ32       | i55    | *iʔ        |
| '2'   | ɛ33     | n22     | n ~ ẽ22     | ə55    | *n ~ *ẽ    |
| '3'   | sɛ31    | sɔ33    | sɔ31        | sã33   | *sã        |
| '4'   | sɿ313   | sɿ55    | sɿ35        | sɿ24   | *sɿ        |
| '5'   | u35     | n35~u31 | vu          | u3     | *wu        |
| '6'   | lo33    | liu35   | nɤʔ213      | læ55   | *ljoʔ      |
| '7'   | tsʰiʔ21 | tsʰi213 | tsʰi̯eʔ32    | tsʰi55 | *tsʰiʔ     |
| '8'   | paʔ21   | puːə213 | pɔʔ32       | po55   | *paʔ       |
| '9'   | tɕi̯o35  | tɕi̯u31  | tɕi̯ɵ~tɕy213 | tɕi̯æ55 | *tɕi̯o      |
| '10'  | ɕi33    | ɕi35    | ɕi̯eʔ32      | sɿ55   | *ɕiʔ       |